# Helsingin Palloseura
Helsingin Palloseura – fiński klub piłkarski z siedzibą w Helsinkach, stolicy państwa.

## Osiągnięcia
- Mistrz Finlandii (9): 1921, 1922, 1926, 1927, 1929, 1932, 1934, 1935, 1957
- Puchar Finlandii: 1962

## Historia
Klub założony został w 1917 roku. W 1983 roku HPS spadł z drugiej ligi i jak dotąd do niej nie powrócił.

## Europejskie puchary
Legenda do wszystkich tabel:
- Q – runda eliminacyjna, 1/16, 1/8, 1/4, 1/2 – odpowiednia faza rozgrywek, Grupa – runda grupowa, 1r gr – pierwsza runda grupowa, 2r gr – druga runda grupowa, F – finał, R – runda, PO – play-off
- k. – rzuty karne, los. – losowanie, Dogr. – dogrywka, w. – zasada bramek strzelonych na wyjeździe

| Sezon   | Rozgrywki                 | Runda | Przeciwnik        | Dom | Wyjazd | Ogólnie |
| ------- | ------------------------- | ----- | ----------------- | --- | ------ | ------- |
| 1958/59 | Puchar Europy             | 1/8   | Stade Reims       | 0–3 | 0–4    | 0–7     |
| 1963/64 | Puchar Zdobywców Pucharów | 1R    | Slovan Bratysława | 1–4 | 1–8    | 2–12    |